# 4577 Chikako
4577 Chikako este un asteroid din centura principală, descoperit pe 30 noiembrie 1988 de Yoshio Kushida și Masaru Inoue.